# Leccinum vinaceopallidum
Leccinum vinaceopallidum — вид базидіомікотових грибів родини Красноголовець (Leccinum) Болетові (Boletaceae).

## Відкриття
Вид описаний у 1968 році американськими мікологами Александром Гетчетом Смітом, Гаррі Делбертом Тірсом та шотландським мікологом Роєм Вотлінгом. Типовим місцезнаходженням є округ Монтморенсі у штаті Мічиган, США. Голотип зберігається у колекції Королівського ботанічного саду Единбурга.

## Поширення
Вид спорадично поширений на північному сході США.